# Gods and Monsters (album I Am Kloot)
Gods and Monsters – trzeci, studyjny album grupy I Am Kloot, wydany 11 kwietnia 2005 roku.
Płyta zdobyła bardzo dobre recenzje i znalazła się w pierwszej setce (na miejscu 74) w notowaniach UK Albums Chart.
Pierwszym singlem promującym album został utwór „Over My Shoulder”, który ulokował się na 38 miejscu w notowaniach UK Singles Chart. Piosenka ta ukazała się wcześniej, w nieco innej, krótszej wersji, na kompilacji We Love You... So Love Us Too (różni wykonawcy), wydanej 19 marca 2000 r. nakładem We Love You.
Kolejnym singlem z albumu Gods and Monsters miała być piosenka „I Believe”, ale wytwórnia (The Echo Label) ograniczyła jego wydanie do formy internetowej (tzw. digital single). Podobna sytuacja miała miejsce z utworem „Proof” z poprzedniego albumu (I Am Kloot). Spowodowało to, że zespół postanowił opuścić wytwórnię, uzasadniając to posunięcie brakiem finansowego wsparcia z jej strony (w oświadczeniu umieszczonym na oficjalnej stronie internetowej grupy można było przeczytać: „(...) it became clear that Echo were unable to sustain the bands financial backing.”).
Płytę Gods and Monsters nagrano w Moolah Rouge Studios, w Stockport. Nagrania trwały tydzień.
Album ukazał się nakładem wytwórni The Echo Label (będącej częścią Chrysalis Group) w postaci płyty gramofonowej 12" i płyty CD, przy czym ukazała się limitowana edycja wersji CD z załączonym nośnikiem DVD.

## Lista utworów
| 1.  | „No Direction Home”       | 2:34  |
|     |                           |       |
| 2.  | „Gods and Monsters”       | 2:04  |
|     |                           |       |
| 3.  | „Over My Shoulder”        | 2:57  |
|     |                           |       |
| 4.  | „An Ordinary Girl”        | 3:06  |
|     |                           |       |
| 5.  | „The Stars Look Familiar” | 3:47  |
|     |                           |       |
| 6.  | „Strange Without You”     | 2:27  |
|     |                           |       |
| 7.  | „Astray”                  | 1:41  |
|     |                           |       |
| 8.  | „Hong Kong Lullaby”       | 2:10  |
|     |                           |       |
| 9.  | „Sand and Glue”           | 4:06  |
|     |                           |       |
| 10. | „Avenue of Hope”          | 4:42  |
|     |                           |       |
| 11. | „Dead Men’s Cigarettes”   | 2:50  |
|     |                           |       |
| 12. | „Coincidence”             | 2:39  |
|     |                           |       |
| 13. | „I Believe”               | 4:55  |
|     |                           |       |
|     |                           | 39:58 |
|     |                           |       |
Edycja japońska zawiera ponadto utwory: „Junk Culture”, „Stop Taking Photographs” oraz teledysk „Over My Shoulder”.
Autorem wszystkich piosenek jest John Bramwell.

## Zawartość dodatku DVD
LIVE AT THE RITZ · MANCHESTER

Fragmenty koncertu zarejestrowanego 12 października 2003 r. w manchesterskim klubie The Ritz. Piosenki pochodzą poprzedniego albumu grupy, zatytułowanego I Am Kloot.
| 1. | „A Strange Arrangement of Colour” | 2:39  |
|    |                                   |       |
| 2. | „From Your Favourite Sky”         | 2:53  |
|    |                                   |       |
| 3. | „3 Feet Tall”                     | 2:59  |
|    |                                   |       |
| 4. | „Not a Reasonable Man”            | 3:01  |
|    |                                   |       |
| 5. | „The Same Deep Water as Me”       | 4:17  |
|    |                                   |       |
| 6. | „Here for the World”              | 3:35  |
|    |                                   |       |
| 7. | „Proof”                           | 2:28  |
|    |                                   |       |
| 8. | „Life in a Day”                   | 3:10  |
|    |                                   |       |
|    |                                   | 25:02 |
|    |                                   |       |
THE VIDEOS
| 9.  | „Life in a Day” (teledysk)           | 2:51  |
|     |                                      |       |
| 10. | „3 Feet Tall” (teledysk)             | 3:07  |
|     |                                      |       |
| 11. | „From Your Favourite Sky” (teledysk) | 2:49  |
|     |                                      |       |
| 12. | „Band Interview” (wywiad z zespołem) | 12:10 |
|     |                                      |       |
|     |                                      | 20:57 |
|     |                                      |       |

## Single
(wyłączając wydania promocyjne)
| tytuł                                    | wytwórnia      | format, nr katalogowy                             | data i miejsce wydania | lista utworów | notowania            | inne |
| ---------------------------------------- | -------------- | ------------------------------------------------- | ---------------------- | --- | -------------------- | --- |
| „Over My Shoulder”                       | The Echo Label | CDS, ECSCD160                                     | 21 marca 2005          | 1. „Over My Shoulder” 2. „Great Escape” 3. „Junk Culture” 4. „Over My Shoulder” (teledysk)                                                              | UK Singles Chart: 38 | Tak jak w przypadku samego albumu Gods and Monsters, autorem poligrafii jest Jay Ryan (zobacz szczegóły w odpowiedniej sekcji artykułu). Piosenka „Junk Culture”, w swojej oryginalnej wersji, po raz pierwszy ukazała się na You, Me and the Alarm Clock (1989) – solowym albumie Johna Bramwella, występującym wówczas pod pseudonimem Johnny Dangerously. Wersja z singla „Over My Shoulder” znalazła się wcześniej na singlu „Proof” z 2004 roku oraz później na kompilacji B z 2009 roku. |
| „Over My Shoulder”                       | The Echo Label | płyta gramofonowa 7", ECS160                      | 21 marca 2005          | A. „Over My Shoulder” B. „Junk Culture” | UK Singles Chart: 38 | Tak jak w przypadku samego albumu Gods and Monsters, autorem poligrafii jest Jay Ryan (zobacz szczegóły w odpowiedniej sekcji artykułu). Piosenka „Junk Culture”, w swojej oryginalnej wersji, po raz pierwszy ukazała się na You, Me and the Alarm Clock (1989) – solowym albumie Johna Bramwella, występującym wówczas pod pseudonimem Johnny Dangerously. Wersja z singla „Over My Shoulder” znalazła się wcześniej na singlu „Proof” z 2004 roku oraz później na kompilacji B z 2009 roku. |
| „Over My Shoulder”                       | The Echo Label | płyta gramofonowa 7", ECX160                      | 21 marca 2005          | A. „Over My Shoulder (Live From the Half Moon Putney)” B. „Stop Talking Photographs”                                                                    | UK Singles Chart: 38 | Tak jak w przypadku samego albumu Gods and Monsters, autorem poligrafii jest Jay Ryan (zobacz szczegóły w odpowiedniej sekcji artykułu). Piosenka „Junk Culture”, w swojej oryginalnej wersji, po raz pierwszy ukazała się na You, Me and the Alarm Clock (1989) – solowym albumie Johna Bramwella, występującym wówczas pod pseudonimem Johnny Dangerously. Wersja z singla „Over My Shoulder” znalazła się wcześniej na singlu „Proof” z 2004 roku oraz później na kompilacji B z 2009 roku. |
| „Gods and Monsters (Two Lone Swordsmen)” | The Echo Label | płyta gramofonowa 12", ECDJ167 (promo), ECDLJ 167 | 18 kwietnia 2005       | A. „Vocal Remix” – 4:40 B. „Fuzztrumental Mix” – 4:36                                                                                                   |                      | Na wydawnictwo składają się dwa remiksy piosenki „Gods and Monsters”, wykonane przez grupę Two Lone Swordsmen (w składzie: Andrew Weatherall i Keith Tenniswood). Remiksy zarejestrowano w londyńskim The Rotters Golf Club. Instrumenty (na potrzeby remiksów): Nick Burton – perkusja, Chris Rotter – dodatkowa gitara |
| „I Believe”                              | The Echo Label | download                                          | 13 czerwca 2005        | 1. „I Believe” 2. „Gods and Monsters – Two Lone Swordsmen Vocal Remix” 3. „Gods and Monsters – Two Lone Swordsmen Fuzztrumental Mix” 4. „Haunted House” |                      | |

## Teledyski
Jedyny teledysk promujący album nakręcono do utworu „Over My Shoulder” (2005). W częściowo animowanym wideoklipie występują członkowie grupy I Am Kloot oraz osoby im bliskie. Motywem przewodnim jest przechadzka Johna Brawella po Manchesterze, po miejscach mających specjalne znaczenie dla zespołu, takich jak: Night & Day Café (przy Oldham Street), bar Big Hands (przy Oxford Road) czy Film Factory (przy Hilton Street). Wokalista przez większość czasu porusza się ze skrzynką na piwo przymocowaną do prawego buta. Jest to nawiązanie do zwyczaju Bramwella, który przeważnie podczas występów nie używa pasa do gitary, lecz opiera nogę na właśnie takiej skrzynce. Teledysk zrealizowała firma Mocha Productions z Liverpoolu.

## Twórcy
Opracowano na podst. materiału źródłowego.

### I Am Kloot
Skład zespołu:
- John Bramwell
- Andy Hargreaves
- Peter Jobson

### Wersja podstawowa
Dodatkowe instrumenty
- Robert Marsh – trąbka w utworze „Avenue of Hope”
- Norman McLeod – elektryczna gitara stalowa w utworze „Avenue of Hope” i „I Believe”

Produkcja i miksowanie
- Joe Robinson – produkcja i miksowanie
- Dan Broad – inżynieria

### Dodatek DVD
Krishna Stott (Retina Circus Production) – reżyseria i produkcja
The Ritz
- Bob Sastry – róg w utworze „The Same Deep Water as Me”
- Troupe (żeńska grupa taneczna) – taniec podczas utworu „3 Feet Tall” i pod koniec „Life in a Day”
- Alex Perry, Jon Hillyer, Jared Roberts, Russell Moss, Jenna Collins, Philip Shotton, Wayne Simmonds – filmowanie
- Scott Abrahams i Alex Perry – montaż
- Julian Gaskell – realizacja dźwięku
- I Am Kloot i Julian Gaskell – miksowanie
- Krishna Stott i Julian Gaskell – mastering
- Richard Knowles – dźwięk
- Dave Morrisey – oświetlenie

Teledyski
- „Life in a Day” oraz „From Your Favourite Sky” – reż. Krishna Stott
- „3 Feet Tall” – reż. Sam Brown

Wywiad
- Danny Moran – prowadzenie
- Mark Kennard – ilustracje przewijające się na ekranie podczas wywiadu (te same, które ozdabiają okładki singli „Titanic”/„To You” i „Twist”/„86 TV’s” z albumu Natural History)
- Jon Hillyer – kamera
- Mark Schofield – dźwięk
- Alex Perry i Krishna Stott – montaż

### Oprawa graficzna
Autorem okładki, grafik zamieszczonych w książeczce i na nośnikach jest amerykański plakacista Jay Ryan.